# Dennis Kelly
Dennis Andrew Kelly (Chicago Heights, 16 gennaio 1990) è un giocatore di football americano statunitense che gioca nel ruolo di offensive tackle per gli  Indianapolis Colts della National Football League (NFL). Fu scelto nel corso del quinto giro (153º assoluto) del Draft NFL 2012 dai Philadelphia Eagles. Al college ha giocato a football a Purdue.

## Carriera professionistica

### Philadelphia Eagles
Il 28 aprile 2012, Kelly fu scelto nel corso del quinto giro del Draft 2012 dai Philadelphia Eagles. Nella sua stagione da rookie disputò 13 partite, 10 delle quali come titolare.

### Tennessee Titans
Il 16 agosto 2016, Kelly fu scambiato con i Tennessee Titans in cambio del wide receiver Dorial Green-Beckham Il 16 marzo 2020 firmò un rinnovo triennale del valore di 21 milioni di dollari.

### Green Bay Packers
Il 29 luglio 2021 Kelly firmò con i Green Bay Packers.

### Indianapolis Colts
Il 10 maggio 2022 Kelly firmò con gli  Indianapolis Colts.